# Scardinius erythropthalmus
Cá chày thường (Danh pháp khoa học: Scardinius erythropthalmus) là một loài cá trong họ cá chép có nguồn gốc ở châu Âu và Trung Đông. Ở Mỹ, chúng có mặt ở Alabama, Arkansas, Colorado, Connecticut, Illinois, Indiana, Kansas, Massachusetts, Maine, Missouri, Nebraska, New Jersey, New York, Oklahoma, Pennsylvania, South Dakota, Texas, Vermont, Virginia, West Virginia, Wisconsin.

## Đặc điểm
Cá chày thường là loại cá có kích thước nhỏ, chúng có đuôi và vây có màu ngọn lửa và thân có màu xanh bạc, cá chày thường trông rất đẹp mắt, nhưng nó không phải là loài cá đẹ pmà nó chính là ác mộng của hệ sinh thái vì là loài xâm lấn. Với con cái có khả năng đẻ 50.000 trứng tính cho một ký trọng lượng cơ thể.

## Loài xâm lấn
Ở New Zealand, nơi nó được giới thiệu bất hợp pháp vào năm 1967, cá chày thường được biết là "thú có túi của đường thủy". Mặc dù là cá có nguồn gốc Âu Châu, hiện nay chúng lan tràn khắp Hoa Kỳ, nơi người ta lo sợ chúng lai giống với loài cá shiner vàng bản địa, làm thay đổi gien của loài này. Vấn đề đối với cá chày là chúng thích ăn các loài thực vật bản địa sống dưới nước – và nhiều loài thực vật như thế. Sự thực là chúng tàn phá nguồn thức ăn cho các loài cá bản địa cũng như đe dọa các loài thực vật. Sẽ khó loại bỏ chúng một khi chúng xâm nhập vào một môi trường nào đó.